# Schwaneninsel (Glücksburg)

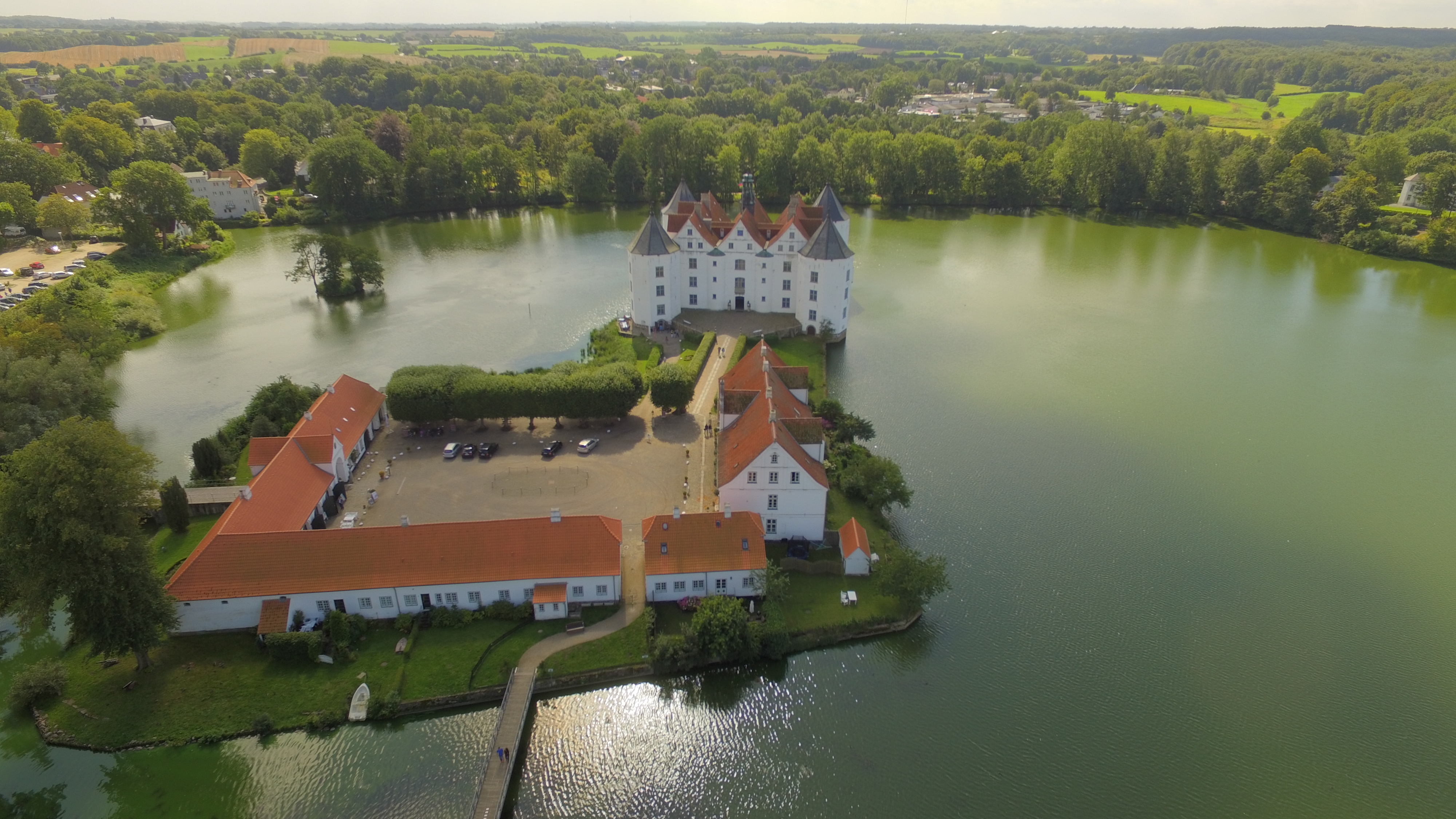
Die kleine, mit Bäumen bewachsene Schwaneninsel, links, östlich vom Wasserschloss gelegen.

Die Schwaneninsel in Glücksburg (Ostsee), in Schleswig-Holstein, ist eine kleine Binnenseeinsel im Glücksburger Schloßteich, die, wie angenommen wird, ursprünglich als Burghügel diente. Sie gehört zu den Kulturdenkmalen des Ortes.

## Hintergrund
Die kleine, kreisförmige Insel liegt östlich vom Schloss Glücksburg. Bevor der Schlossteich angelegt worden war, könnte sich in dem Bereich nach Einschätzung des Heimatforschers Jakob Röschmann schon eine Turmhügelburg befunden haben. Diese Wehranlage, deren Ausmaße ungefähr 45 × 45 Meter betrug, habe vermutlich auch nach Bau des Rudeklosters im 13. Jahrhundert weiter bestanden.

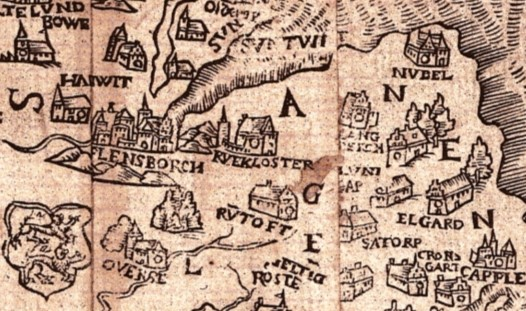
Auf der Karte von Marcus Jordanus von 1559 ist das „Ruekloster“ als schlichtes Haus mit Stufengiebel abgebildet, das durch einen Wehrgang mit einem Wehrturm verbunden ist.

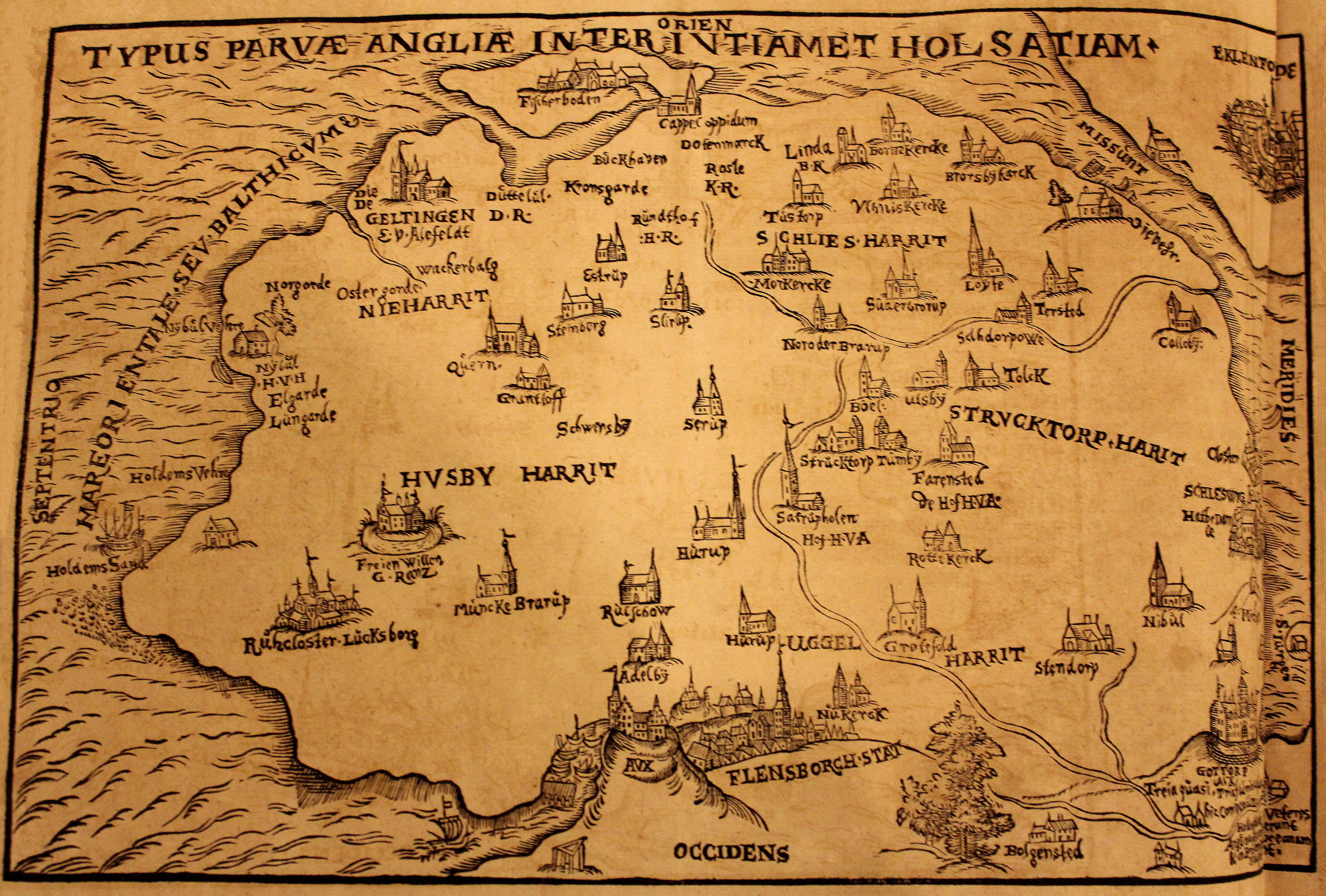
Das Rudekloster auf der Karte von Andreas Angelus von 1596. Bei dem Turm links von der Klosterkirche könnte es sich um den vermuteten Wehrturm auf der Schwaneninsel handeln.

Aus dem 16. Jahrhundert, der Zeit der Auflösung des Klosters, existieren zwei alte Regionalkarten, auf denen jeweils der Rudeklosterkomplex durch eine Miniaturansicht verewigt wurde. Die älteste Miniaturansicht ist die auf dem Kartenwerk von Marcus Jordanus von 1559. Dessen Abbildung zeigt einen spitz behelmten Turm, der mittels eines Wehrmauerwerkes mit einem danebenstehenden Giebelgebäude verbunden ist. Die zweite, bekanntere Miniaturansicht befindet sich auf der Karte des Andreas Angelus von 1596. Sie zeigt die Klosterkirche mit kleineren umliegenden Klostergebäuden. Bei einem Turm im linken Bereich des Hintergrundes könnte es sich ebenfalls um den „Wehrturm“ handeln. Das älteste Buch, das sich mit Glücksburg beschäftigt, stammt vom herzoglichen Kammerinspektors Johann Christian Gude. In diesem Bericht von der Halbinsel Sundewitt und dem Glücksburgschen Erblande von 1788 heißt es: „Die Burg vor dem Kloster ging bis an das jetzige Schloss [...]“. Dies ist die einzige Erwähnung einer Burg in diesem Zusammenhang. Damit dürfte der besagte Wehrturm gemeint gewesen sein.
Zum Ende des 16. Jahrhunderts wurde das Rudekloster schließlich abgerissen und das benachbarte Wasserschloss errichtet. Zeitgleich wurde der Schlossteich angelegt. Aus dem „Turmhügel“ entstand nach Einschätzung Röschmanns, offenbar nach einer erneuten Aufschüttung, die kleinere Insel.

1961/62 und 1969 wurde der Schlossteich bei abgelassenen Wasser durch das Landesamt für Denkmalpflege näher untersucht. Jakob Röschmann berichtete darüber mit folgenden Worten: 

„Am 26. November 1961 war der Wasserspiegel so weit gesenkt, dass man westlich des Schlosses einige Mauergrundrisse, teils aus großen Findlingen, teils aus großen Ziegelsteinen, erkennen konnte. — In etwa 30 Meter Entfernung östlich des Schlosses liegt eine mit Erlen bestandene kreisrunde, durch mittelgroße Findlinge steilrandig abgeböschte Insel mit einem Durchmesser von etwa 10 Metern und einer Höhe von 1,50 Metern. Neben den aus behauenen Findlingen gebildeten Treppenstufen an der Westseite lag ein Türangelstein mit kreisrunder Vertiefung in der Mitte. Ein 5-6 Meter breiter Schilfgürtel, der die Insel umgibt, scheint eine im Verlanden begriffene grabenartige Vertiefung anzudeuten. Von der Insel in Richtung auf die Nordostecke des Schlosses war im Teichgrund ein 2-3 Meter breiter, mit Ziegelsteinen angereicherter Streifen zu erkennen.“

 Kirchenoberbaurat a. D. Carl-Heinrich Seebach vom Landesamt für Denkmalpflege, der die Ausgrabungen leitete, schloss sich der Deutung Röschmanns, dass die Insel ein Turmhügel sei, an. Seebach deutete die westlich vom Schloss gefundenen Überreste als Klostergebäude, bei denen eines mit seinem mächtigen und damit wehrhaften Fundament herausstach. Östlich des heutigen Wasserschlosses entdeckte Gebäudereste mit einem Graben stufte er ebenfalls als Bestandteile der abgegangenen Burg ein.
Im 18. Jahrhundert stand auf der kleinen Insel ein kleines Fachwerkhäuschen mit roten Zeltdach, das möglicherweise auf den Fundamenten des älteren Turms errichtet worden war. Es könnte zunächst als ein Lust- oder Bootshaus gedient haben. Zeitweise bot das Häuschen einigen Schwänen eine Unterkunft. Zuletzt sollen dort sechs alte und sechs junge Schwäne gelebt haben. Eine Lithografie aus dem Jahr 1835 stellt den letzten Beleg für die Existenz des „Schwanenhauses“ dar. Der Inselname, welcher die Insel mit Schwänen in Zusammenhang bringt, beruht somit offenbar auf diesen Sachverhalt. Die Begehung der Schwaneninsel ist heutzutage gewöhnlich für Besucher des benachbarten Schlosses nicht möglich, sie ist aber unschwer vom Ufer betrachtbar.